# Shpirt i shpirtit tim
Shpirt i shpirtit tim är en låt framförd av den albanska artisten Aurela Gaçe. Den är skriven av Rozana Radi med musik av Adrian Hila. 1 april 2013 släppte Gaçe en officiell musikvideo till låten. Låten var även ett av spåren på Gaçes studioalbum Paraprakisht, släppt 2012. 
Låten är en ballad och musikvideon till den producerades av Max Productions.